# Hobart Bosworth
Hobart Bosworth (Marietta (Ohio), 11 d’agost de 1867– Glendale (Califòrnia), 30 de desembre de 1943, va ser un actor de teatre i cinema, director, guionista i productor que fou conegut com el degà de Hollywood per la seva contribució a l’establiment de la indústria cinematogràfica a Califòrnia.

## Biografia
Hobart Van Zandt Bosworth (nom real de l’actor) va néixer a Marietta, Ohio, d’on va marxar amb només 10 o 12 anys per esdevenir grumet d’un clíper. Anys després va iniciar a Denver (Colorado) una carrera com a pintor paisatgista. Després de vuit anys i múltiples viatges ho va deixar per començar una carrera com a mànager teatral amb la companyia de McKee Rankin de San Francisco fent també petits papers.
Mica en mica va anar agafant papers més importants i després de fer gires amb altres companyies va esdevenir membre de la companyia d’Augustin Daly a Nova York actuant amb actrius com Julia Marlowe o Mrs. Fiske en obres de Shakespeare o Ibsen. El 1899 va contraure la tuberculosi perdent quasi un terç del seu pes i bona part de la seva potència de veu. El 1908, va deixar el productor teatral Belasco i va considerar retirar-se però va ser persuadit pel director de cinema Francis Boggs de passar-se al cinema mut. Va signar per a la Segig Polyscope Company que tenia un nou estudi a Edendale, San Diego. La possibilitat de viure en un clima més favorable per recuperar-se de la malaltia i de continuar en el mon de la interpretació el va fer decidir.
Va debutar el 1908 en “The Count of Monte Cristo” (1908). El 1913 va deixar la Selig i es va associar amb H.T. Rudisill i Frank A. Garbutt per constituir la companyia Bosworth Inc., que produiria pel·lícules basades en els relats de Jack London. La primera adaptació fou “The Sea Wolf” (1913) en la que Bosworth interpretava el paper principal i el 1914 en seguiren set adaptacions més. Apart d’actuar, Bosworth també faria de guionista, director i productor. La companyia, que havia contractat com a directora Lois Weber el 1914 i Oscar Apfel l’any seguent, no va tenir èxit. Va acabar ser absorbida per la Paramount el 1916, tot i que Bosworth ja l’havia abandonada el març de l’any anterior per tornar a la interpretació. Tot i això, el 1917, per tal de promoure les seves pel·lícules de relats de London, l’actor fer una gira d’un espectacle de vodevil basat en “The Sea Wolf”. L’actor retornaria breument el 1921 a produir dues pel·lícules: “Blind Hearts” i “The Sea Lion”, dirigides per Rowland V. Lee. Amb l’arribada del sonor, l’actor es va aprofitar de la seva experiència teatral prèvia i va continuar fent molts papers per a múltiples companyies. Va continuar treballant fins un any abans de la seva mort.

## Filmografia com a actor

### Cinema mut
- The Count of Monte Cristo (1908)
- Dr. Jekyll and Mr. Hyde (1908)
- Rip Van Winkle (1908)
- Damon and Pythias (1908)
- The Spirit of '76 (1908)
- On Thanksgiving Day (1908)
- The Tenderfoot (1909)
- Boots and Saddles (1909)
- In the Badlands (1909)
- Fighting Bob (1909)
- In the Sultan's Power (1909)
- The Leopard Queen (1909)
- The Stampede (1909)
- Briton and Boer (1909)
- Up San Juan Hill (1909)
- On the Border (1909)
- On the Little Big Horn, o Custer's Last Stand (1909)
- Pine Ridge Feud (1909)
- The Christian Martyrs (1909)
- The Courtship of Miles Standish (1910)
- The Roman (1910)
- Across the Plains (1910)
- In the Frozen North (1910)
- The Wonderful Wizard of Oz (1910)
- The Common Enemy (1910)
- Davy Crockett (1910)
- In the Great Northwest (1910)
- The Long Trail (1910)
- The Sheriff (1910)
- Willie (1910)
- The Schoolmaster of Mariposa (1910)
- The Sergeant (1910)
- The Sanitarium (1910)
- A Tale of the Sea (1910)
- Justinian and Theodora (1910)
- An Englishman's Honor (1911)
- The Spy (1911)
- The Little Circus Rider (1911)
- Thelma (1911)
- The Buccaneers (1911)
- The Padre (1911)
- The Eye of Conscience (1911)
- The Code of Honor (1911)
- The Haven of Refuge (1911)
- Unto Us a Child Is Born (1911)
- In Old California When the Gringos Came (1911)
- Lost and Won (1911)
- Stability vs. Nobility (1911)
- One of Nature's Noblemen (1911)
- The Novice (1911)
- Range Pals (1911)
- A Sacrifice to Civilization (1911)
- The New Faith (1911)
- The White Medicine Man (1911)
- It Happened in the West (1911)
- The Profligate (1911)
- The Sheriff of Tuolomne (1911)
- The Knight Errant (1911)
- Saved from the Snow (1911)
- In the Shadow of the Pines (1911)
- The Totem Mark (1911)
- The Voyager: A Tale of Old Canada (1911)
- McKee Rankin's '49' (1911)
- A Cup of Cold Water (1911)
- John Oakhurst, Gambler (1911)
- An Indian Vestal (1911)
- How They Stopped the Run on the Bank (1911)
- Coals of Fire (1911)
- A Painter's Idyl (1911)
- Little Injin (1911)
- In the Days of Gold (1911)
- The Bootlegger (1911)
- The Convert of San Clemente (1911)
- Blackbeard (1911)
- The Right Name, But the Wrong Man (1911)
- A Frontier Girl's Courage (1911)
- The Maid at the Helm (1911)
- The Chief's Daughter (1911)
- George Warrington's Escape (1911)
- Evangeline (1911)
- A Counterfeit Santa Claus (1911)
- A Modern Rip (1911)
- Arthur Preston Hankins (1912)
- The Mate of the Alden Bessie (1912)
- The Other Fellow (1912)
- Merely a Millionaire (1912)
- The Test (1912)
- Bunkie (1912)
- Disillusioned (1912)
- The Danites (1912)
- A Cowboy Damon and Pythias (1912)
- As Told by Princess Bess (1912)
- The Shrinking Rawhide (1912)
- A Crucial Test (1912)
- The Girl of the Lighthouse (1912)
- The Junior Officer (1912)
- The Hobo (1912)
- Tenderfoot Bob's Regeneration (1912)
- Darkfeather's Strategy (1912)
- The End of the Romance (1912)
- The Hand of Fate (1912)
- The Price He Paid (1912)
- The Love of an Island Maid (1912)
- Rivals (1912)
- A Child of the Wilderness (1912)
- A Reconstructed Rebel (1912)
- The Vision Beautiful (1912)
- The Professor's Wooing (1912)
- The Polo Substitute (1912)
- A Messenger to Kearney (1912)
- In the Tents of the Asra (1912)
- Land Sharks vs. Sea Dogs (1912)
- The Trade Gun Bullet (1912)
- The Pirate's Daughter (1912)
- Monte Cristo (1912)
- Getting Atmosphere (1912)
- The Fisherboy's Faith, (1912)
- The Legend of the Lost Arrow (1912)
- Atala (1912)
- Miss Aubry's Love Affair (1912)
- The Vintage of Fate (1912)
- The Girl of the Mountain (1912)
- Harbor Island (1912)
- The Love of Penelope (1913)
- Greater Wealth (1913)
- A Plain Girl's Love (1913)
- Altar of the Aztecs (1913)
- The Artist and the Brute (1913)
- Pierre of the North (1913)
- Yankee Doodle Dixie (1913)
- A Wise Old Elephant (1913)
- Alas! Poor Yorick! (1913)
- Seeds of Silver (1913)
- Her Guardian (1913)
- In the Days of Witchcraft (1913)
- The Girl and the Judge (1913)
- Buck Richard's Bride (1913)
- The Beaded Buckskin Bag (1913)
- Songs of Truce (1913)
- In God We Trust (1913)
- The Unseen Defense (1913)
- Fate Fashions a Letter (1913)
- Nan of the Woods (1913)
- The Rancher's Failing (1913)
- The Young Mrs. Eames (1913)
- As a Father Spareth His Son (1913)
- In the Midst of the Jungle (1913)
- The Sea Wolf (1913)
- The Traitor (1914)
- John Barleycorn (1914)
- The Valley of the Moon (1914)
- Martin Eden (1914)
- An Odyssey of the North (1914)
- Burning Daylight (1914)
- Burning Daylight: The Adventures of 'Burning Daylight' in Alaska (1914)
- The Pursuit of the Phantom (1914)
- Burning Daylight: The Adventures of 'Burning Daylight' in Civilization (1914)
- The Country Mouse (1914)
- The Beachcomber (1915)
- Tainted Money (1915)
- Buckshot John (1915)
- Pretty Mrs. Smith (1915)
- Help Wanted (1915)
- Little Sunset (1915)
- The Scarlet Sin (1915)
- Nearly a Lady (1915)
- A Little Brother of the Rich (1915)
- Business Is Business (1915)
- 'Twas Ever Thus (1915)
- Fatherhood (1915)
- Colorado (1915)
- The White Scar (1915)
- The Target (1916)
- The Yaqui (1916)
- Two Men of Sandy Bar (1916)
- Doctor Neighbor (1916)
- The Iron Hand (1916)
- The Way of the World (1916)
- Oliver Twist (1916)
- Joan the Woman (1916)
- A Mormon Maid (1917)
- Freckles (1917)
- Unconquered (1917)
- The Inner Shrine (1917)
- The Little American (1917)
- What Money Can't Buy (1917)
- Betrayed (1917)
- The Woman God Forgot (1917)
- The Devil Stone (1917)
- The Border Legion (1918)
- Behind the Door (1919)
- Below the Surface (1920)
- His Own Law (1920)
- The Brute Master (1920)
- A Thousand to One (1920)
- The Foolish Matrons (1921)
- The Cup of Life (1921)
- Blind Hearts (1921)
- The Sea Lion (1921)
- White Hands (1922)
- The Strangers' Banquet (1922)
- Man Alone (1923)
- Vanity Fair (1923)
- Little Church Around the Corner (1923)
- Rupert of Hentzau (1923)
- The Common Law (1923)
- The Eternal Three (1923)
- Souls for Sale (1923)
- In the Palace of the King (1923)
- The Man Life Passed By (1923)
- Through the Dark (1924)
- Name the Man (1924)
- Nellie, the Beautiful Cloak Model (1924)
- The Woman on the Jury (1924)
- Captain January (1924)
- Bread (1924)
- The Silent Watcher (1924)
- Hearts of Oak (1924)
- Sundown (1924)
- If I Marry Again (1925)
- My Son (1925)
- Chickie (1925)
- Zander the Great (1925)
- The Half-Way Girl (1925)
- Winds of Chance (1925)
- La gran desfilada (1925)
- Steel Preferred (1925)
- The Golden Strain (1925)
- The Far Cry (1926)
- The Nervous Wreck (1926)
- Spangles (1926)
- Three Hours (1927)
- Annie Laurie (1927)
- The Blood Ship (1927)
- The Chinese Parrot (1927)
- My Best Girl (1927)
- The Smart Set (1928)
- After the Storm (1928)
- Hangman's House (1928)
- Freckles (1928)

### Cinema sonor
- Sawdust Paradise (1928)
- Annapolis (1928)
- A Man of Peace (1928)
- A Woman of Affairs (1928)
- Eternal Love (1929)
- Hurricane (1929)
- The Man Higher Up (1929)
- The Show of Shows (1929)
- King of the Mountain (1929)
- General Crack (1929)
- Mammy (1930)
- The Devil's Holiday (1930)
- The Office Wife (1930)
- Abraham Lincoln (1930)
- Du Barry, Woman of Passion (1930)
- The Third Alarm (1930)
- Just Imagine (1930)
- Dirigible (1931)
- Sit Tight (1931)
- Shipmates (1931)
- This Modern Age (1931)
- Fanny Foley Herself (1931)
- Carnival Boat (1932)
- The Miracle Man (1932)
- The County Fair (1932)
- The Last of the Mohicans (1932)
- No Greater Love (1932)
- Million Dollar Legs (1932)
- The Phantom Express (1932)
- Lady for a Day (1933)
- Whom the Gods Destroy (1934)
- Music in the Air (1934)
- The Keeper of the Bees (1935)
- The Crusades (1935)
- Steamboat Round the Bend (1935)
- Wolves of the Sea (1936)
- Wildcat Trooper (1936)
- General Spanky (1936)
- Portia on Trial (1937)
- The Secret of Treasure Island (1938)
- Rollin' Plains (1938)
- King of the Sierras (1938)
- Bullets for O'Hara (1941)
- One Foot in Heaven (1941)
- Tragedia ai tropici (1941)
- Van morir amb les botes posades (1941)
- Wild Bill Hickok Rides (1942)
- Bullet Scars (1942)
- I Was Framed (1942)
- Escape from Crime (1942)
- The Gay Sisters (1942)
- Sin Town (1942)